# Schizochora calocarpa
Schizochora calocarpa är en svampart som beskrevs av Syd. 1924. Schizochora calocarpa ingår i släktet Schizochora och familjen Phyllachoraceae.   Inga underarter finns listade i Catalogue of Life.